# Grote Moskee van Chefchaouen
De Grote Moskee van Chefchaouen is een moskee in de stad Chefchaouen in het noorden van Marokko.
De moskee werd mogelijk gesticht tijdens de heerschappij van de Beni Rashid Al-Idrissi-dynastie in de 16e eeuw door de toenmalige heerser van de stad, Moulay 'Ali ibn Rashid al-Alami.
Deze moskee onderscheidt zich door zijn ruime oppervlakte, vooral door zijn achthoekige minaret. Het bevat een houten kroonluchter die in het midden van de mihrab-tegels staat, en is bijna uniek in termen van het fabricagemateriaal en de dichtheid van de decoratie.